# Andrzej Feliks Żmuda
Andrzej Feliks Żmuda (ur. 5 września 1951 w Warszawie, zm. 21 czerwca 1990 w Szczytnie) – polski dziennikarz, koszykarz.

## Życiorys
Był synem Tadeusza i Krystyny z domu Wilczyńskiej. W młodości trenował pływanie. W 1972 roku został absolwentem Liceum im. Stefana Batorego, następnie ukończył studia na Wydziale Prawa i Administracji UW i w Instytucie Dziennikarstwa Uniwersytetu Warszawskiego.
Był koszykarzem, młodzieżowym reprezentantem Polski. W latach 1970–1975 grał w Polonii Warszawa (95 meczów w I lidze), a w latach 1976–1978 r. w Skrze Warszawa. 
Od 1974 roku pracował jako dziennikarz Polskiej Agencji Prasowej. W 1978 roku podjął pracę w Telewizji Polskiej, początkowo w Biurze Współpracy z Zagranicą, gdzie z uwagi na dobrą znajomość języków obcych był m.in. odpowiedzialny za zakup filmów i tworzenie ścieżek dialogowych. W latach 1979–1981 pracował w Dyrekcji Programowej. W 1982 roku został członkiem Naczelnej Redakcji Sportu i Turystyki. Był komentatorem sportowym (piłka nożna, koszykówka, tenis), autorem i prezenterem programu „Echa Stadionów”, prowadził studia piłkarskich mistrzostw świata (1986) i studia olimpijskie w Sarajewie 1984 i Calgary 1988. W 1988 roku został dyscyplinarnie zwolniony z Telewizji Polskiej, po czym był redaktorem pisma „Mecz”.
Był autorem książki Legenda klanu Kennedych (1985) oraz tłumaczem książek: Kanał Panamski (1981) i Tajna wojna przeciwko Amerykanom (1981). Zginął tragicznie 21 czerwca 1990 we wsi Szczytno pod Płońskiem, kiedy to prowadzony przez niego Polski Fiat 126p zderzył się z KAMAZem.
Został pochowany na cmentarzu parafii św. Teresy od Dzieciątka Jezus i Męczenników Rzymskich we Włochach (sektor B1, rząd 29, grób 2).